# 田辺愛美
田辺 愛美（たなべ まなみ、1982年4月27日 - ）は、日本の女優である。静岡県出身。劇団「宇宙堂」、ノックアウト所属。身長157cm。血液型はO型。
特技は百人一首暗記・ピアノ。英検2級所持。

## 略歴
2003年に劇団宇宙堂に入団し、その年の公演「りぼん」で初舞台をふむ。
主に舞台を中心とし、CM、映画、ドラマなどの出演枠を広げている。
江崎グリコのポッキーのCMにおいて妻夫木聡と競演を果たす。設定はお見合いではあるが、着物に太い眉毛といった姿で現れ、視聴者に強いインパクトを与える。なお、台詞は『あなたもわたしもポッキー』ではなく、『あなたもわたしもポッキン』といっている。
同じ所属事務所には、宇宙堂を旗揚げした渡辺えり子を始めとし、柄本明や松金よね子やベンガルなどの役者がいる。

## 出演

### 映画
- イン・ザ・プール（2005年）
- ロストガール(2005年） ※ドレスデン国際映画祭招待作品 ～ドイツ～
- 全然大丈夫 (2007年、東北新社・関西テレビ共同制作）
- 青い青い空（2010年）- 天竜塔子(トン子) 役
- 県庁おもてなし課（2013年5月11日公開、東宝） - 小泉恭子 役

### ドラマ
- ネギゴン〜40年目の手紙〜（2005年、福岡放送）
- あいのうた　第8話（2005年、日本テレビ）
- 2ndハウス　第2話・第8話（2006年、テレビ東京）- まちゃみ 役
- 大河ドラマ 功名が辻　第14話（2006年、NHK） - 南殿（秀吉の側室） 役
- 連続テレビ小説 純情きらり 第113話・第114話（2006年、NHK）
- 結婚披露宴〜人生最悪の3時間〜（2007年、フジテレビ） - 富永・トン子・丸美 役
- まるまるちびまる子ちゃん〜秋の豪華2時間スペシャル!〜（2007年、フジテレビ）
- ロス:タイム:ライフ　第5節（2008年、フジテレビ）
- CHANGE　第7話（2008年、フジテレビ）
- ラストメール 第5話（2008年、BS朝日）
- アタシんちの男子 第3話（2009年、フジテレビ）- 吉田伊代 役
- 主に泣いてます 第3話・第7話 - 最終話（2012年、フジテレビ） - くちもと / 紺野のぞみ 役
- ダークシステム 恋の王座決定戦（2014年、TBS） - レギュラー：家政婦 役
- 世にも奇妙な物語 '16春の特別編「美人税」（2016年、フジテレビ） - 瀬戸和美 役
- 一億円のさようなら 第2話（2020年10月4日、NHK BSプレミアム・BS4K） - 看護師 役
- 新宿野戦病院 第10話（2024年9月4日、フジテレビ） - 勝どき医療センターの医師 役[1]
- モンスター 第5話（2024年11月11日、関西テレビ・フジテレビ系） - 里香 役[2]
- ドラマW ゴールデンカムイ -北海道刺青囚人争奪編- 最終話（2024年12月1日、WOWOW） - 水橋千鶴子 役

### CM
- P&G　パンパース（2003年）
- 九九プラス　SHOP99（2005年）
- 江崎グリコ　ポッキー　「お見合い編」（2005年）
- イエローハット　カー用品　「後輩編」（2006年）
- サントリー　ゲータレード フィットネスウォーター（2007年）

### WEBドラマ
- ラブ・コレ 東京Love Collection 第1話（2006年、GyaO）
- 雨が降ると君は優しい 第3話（2017年9月16日、Hulu） - 施設職員 役[3]
- MALICE 第1話・第4話・第6話 - 最終話（2023年9月14日、U-NEXT） - 島本さつき 役[4]

### 舞台
- 『りぼん』　第3回公演
（宇宙堂　2003年8月30日 - 31日、横浜赤レンガ倉庫第1号館/9月2日 - 11日、青山円形劇場）
- 『アオイバラ』　第4回公演
（宇宙堂　2004年4月23日 - 5月9日、ザ・スズナリ）
- 『花粉の夜に眠る戀～オールドリフレイン～』 第5回公演
（宇宙堂　2005年2月4日 - 13日、本多劇場/2月15日、かめありリリオホール）
- 『風回廊』　第6回公演
（宇宙堂　2005年10月17日 - 23日、世田谷パブリックシアター/10月25日、駒ヶ根市文化会館/10月26日、山梨県立文化ホール/10月27日、所沢市民文化センター ミューズ/2005年、NHK-BS2舞台中継）
- 『夢坂下って雨が降る』　新人試演公演
（宇宙堂　2006年4月8日、阿佐ヶ谷アルシェ）
- 『夢ノかたち～私の船』　第7回公演
（宇宙堂 「第一部」2006年8月16日 - 27日、白萩ホール　「第二部」9月30日、湘南台文化センター/10月4日 - 15日、シアターグリーン[一週年記念特別提携公演]/10月18日 - 19日精華小劇場[精華演劇祭vol.5参加]）
- 『川を渡る夏』　実験試演公演
（宇宙堂　2007年5月5日 - 5月13日、小劇場アール・コリン）
- 『りぼん』　再公演
（宇宙堂　2007年12月、吉祥寺シアター/横浜赤レンガ倉庫）

## 関連人物
- 渡辺えり子
- 柄本明
- 松金よね子
- ベンガル